# AEC Kommandofahrzeug
Das AEC Kommandofahrzeug war ein 1941 in den Dienst der British Army gestelltes gepanzertes Kommandofahrzeug zur Führung und Koordination der Panzertruppe im Feld und Gefecht, des britischen Bus- und Nutzfahrzeugherstellers Associated Equipment Company.

## Geschichte
Die Erprobungen von Panzern als Führungsfahrzeug für die Panzertruppe brachten wegen des ungelösten Platzproblems eher unbefriedigende Ergebnisse. Eines der ersten gepanzerten Kommandofahrzeuge der britischen Armee war der 1940 hergestellte Guy Lizard von Guy Motors. Der AEC, basierend auf dem Fahrgestell des AEC Matador, war von den räumlichen Dimensionen wesentlich größer als der Guy Lizard und hatte den Spitznamen Dorchester, nach einem bekannten Luxushotel in London. Man kann den allradgetriebenen geräumigen Zweiachser als gepanzerten Bus, basierend auf einem LKW-Chassis beschreiben. Er wurde in den Versionen AEC HP (High Power) und AEC LP (Low Power) angeboten. In den verschiedenen Versionen wurden insgesamt 415 Einheiten des Fahrzeuges produziert.

## Trivia

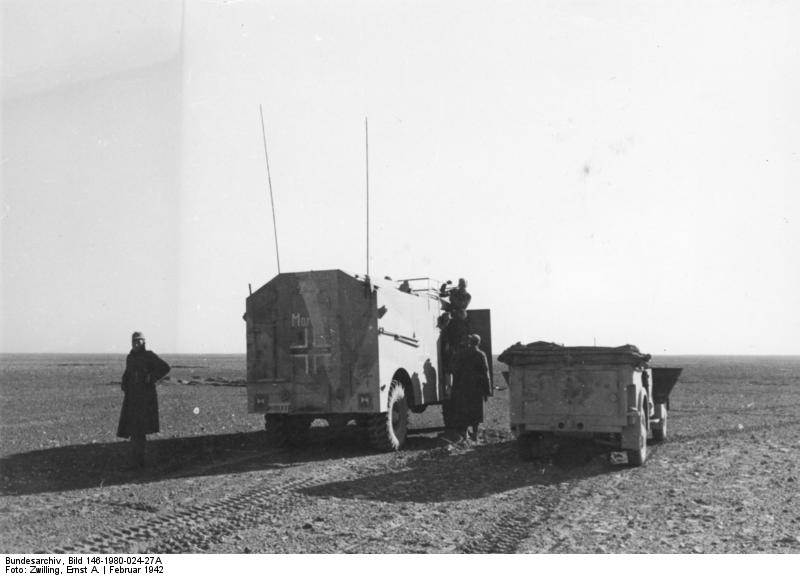
Erwin Rommels Kommandofahrzeug „Moritz“ in Nordafrika, 1942

Während des Afrikafeldzugs wurden zwei erbeutete Fahrzeuge von Erwin Rommel und seinem Stab als Kommandofahrzeuge verwendet. Sie wurden als „Max“ und „Moritz“ bezeichnet.